# إبراهيم محمد البلوشي
إبراهيم محمد علي البلوشي، إماراتي الجنسية، لاعب نادي العين لكرة اليد ولاعب في المنتخب الإماراتي لكرة اليد، من مواليد1985. يلعب في مركز «دائرة». حصد مع الفريق والمنتخب أكثر من عشر بطولات على المستوى المحلي والإقليمي.